# Lucía Ruiz
Lucía Delfina Ruiz Ostoic (Lima, 17 de septiembre de 1966) es una abogada peruana por la Pontificia Universidad Católica del Perú. El 11 de marzo de 2019, dejó la vicejefatura del MINAM para asumir como Ministra del Ambiente durante la administración de Martín Vizcarra.

## Biografía
Es egresada de la Pontificia Universidad Católica del Perú en 1989. Cuenta con Maestrías en Administración de Negocios en CENTRUM y en Biología de la Conservación en la Universidad Peruana Cayetano Heredia.
En el sector público ha ocupado el cargo de jefa de gabinete de asesores del Despacho del Ministerio del Ambiente (2011-2013), directora de Proyectos de Aguas y Saneamiento de Proinversión (2003); jefa de Asesoría Jurídica del Instituto Nacional de Recursos Naturales - INRENA (2001–2002); asesora del Despacho Ministerial del Ministerio de la Presidencia (1999–2000).
Asimismo fue asesora legal de la Dirección General de Aguas y Suelos del INRENA (1996–1998). En representación del Estado ha sido miembro del Consejo Directivo de Sedapal (1999–2000) y del Consejo Directivo de la Autoridad Nacional del Agua (2012–2013). En el 2018 fue designada viceministra de Desarrollo Estratégico de los Recursos Naturales del Ministerio del Ambiente (Minam).
En el sector privado se desempeñó el cargo de Directora Ejecutiva en CIMA Cordillera Azul (2004–2011). Ha sido miembro del Fondo de las Américas (2009–2011). Es directora desde 2016 del World Wildlife Fund Inc. (WWF). Es docente universitaria de Derecho de Aguas.

### Ministra del Ambiente
El 11 de marzo de 2019 juramentó como Ministra del Ambiente del Perú del gobierno del presidente Martín Vizcarra, en reemplazo de Fabiola Muñoz Dodero.